# Société Nationale Industrielle et Minière
Die Société Nationale Industrielle et Minière (arabisch الشركة الوطنية للصناعة والمناجم, DMG aš-šarika al-waṭaniyya li-ṣ-ṣināʿa wa-l-manāǧim) ist eine mauretanische Bergbaugesellschaft. Sie befindet sich zu rund 78 % in staatlichem Besitz, den Rest halten fünf Finanz- bzw. Bergbauunternehmen aus dem arabischen Raum. Die SNIM erwirtschaftet etwa 15 % des mauretanischen Bruttoinlandsprodukts. Das Unternehmen wurde 1974 im Zuge der Nationalisierung der mauretanischen Eisenerz-Bergwerke gegründet. Die SNIM beschäftigt etwa 5000 Mitarbeiter und betreibt die einzige Bahnstrecke des Landes von Nouadhibou nach M'Haoudat.